# Caroline De Haas
Pour les articles homonymes, voir Haas.
Caroline De Haas [kaʁɔlin də ʔas], née le 10 septembre 1980 à Bron (Rhône), est une militante et cheffe d'entreprise féministe française.
Elle milite au sein du Mouvement des jeunes socialistes puis au Parti socialiste. Elle exerce notamment la fonction de conseillère chargée des relations avec les associations et de la lutte contre les violences faites aux femmes au sein du cabinet de Najat Vallaud-Belkacem, puis est directrice de campagne de Cécile Duflot lors de sa candidature à la primaire présidentielle écologiste de 2016.
Au sein du mouvement féministe, elle fonde Osez le féminisme ! en 2009 puis le collectif NousToutes en 2018.
Depuis 2013, elle codirige Egaé, une agence de conseil en égalité professionnelle, spécialisée dans les formations contre les violences sexuelles dont les méthodes sont parfois contestées.

## Biographie

### Famille et études
Caroline De Haas est l'aînée des enfants d'un couple de médecins : sa mère est gynécologue et son père médecin généraliste, ancien président de la Fédération française des maisons et pôles de santé,. Elle a sept frères et sœurs, dont Magali De Haas, qui lui a succédé (avec Thalia Breton et Julie Muret) comme porte-parole d'Osez le féminisme !.
Elle étudie l'histoire contemporaine aux universités de Lyon-II et Paris-Nanterre, où elle obtient une maîtrise en 2008,,.

### Militantisme

#### Engagements syndicaux et associatifs
Caroline De Haas grandit dans une famille de militants : son père militait dans le domaine médical et sa mère dans le milieu catholique. Dès le début de ses études elle milite au sein d'Amnesty International, des Petits Frères des pauvres et des Scouts unitaires de France et à l'Union nationale des étudiants de France (UNEF). Lors du congrès de Lyon en 2003, elle est élue au bureau national de l'UNEF. Elle en devient trésorière puis, à partir d'octobre 2006, secrétaire générale et s'occupe de suivre la section locale de Lyon. Elle quitte ces fonctions en 2009.
En 2009, elle participe à la fondation de l'association Osez le féminisme !. Elle en est la porte-parole jusqu'en juillet 2011,,,.
En avril 2011, Caroline De Haas est une des signataires du manifeste « L'égalité maintenant ! », quarante ans après le manifeste des 343.
En juillet 2018, elle crée le Collectif #NousToutes pour lutter contre les violences sexistes et sexuelles.
Elle organise deux marches de NousToutes, en novembre 2018 et 2019, rassemblant jusqu'à 150 000 personnes dans toute la France selon les membres du collectif, 49 000 selon le cabinet Occurrence.
Fin mars 2020, Caroline De Haas alerte sur les risques de recrudescence des violences sexistes et sexuelles en période de pandémie de Covid-19 et de mesures de confinement et, toujours au sein du collectif NousToutes, elle dispense dès avril 2020 des formations gratuites en ligne pour apprendre à détecter les différents types de violences sexistes et sexuelles, et à « réagir de la bonne manière quand on est face à une victime ». 26 sessions sont organisées avec d'autres militantes du collectif, permettant la formation de plus de 20 000 personnes.
Le 4 mars 2021, elle publie En finir avec les violences sexistes et sexuelles. Les droits d'auteur sont intégralement reversés au Collectif #NousToutes.

#### Engagements politiques

##### Parti socialiste
Caroline De Haas milite au sein du Mouvement des jeunes socialistes puis, au Parti socialiste (PS) en tant qu'attachée de presse du porte-parole du parti, Benoît Hamon jusqu'en 2012.
Après l'élection présidentielle de 2012 et la création d'un ministère des Droits des femmes au sein du second gouvernement Jean-Marc Ayrault, Caroline De Haas est nommée conseillère chargée des relations avec les associations et de la lutte contre les violences faites aux femmes au sein du cabinet de Najat Vallaud-Belkacem. Elle occupe cette fonction pendant une année, au cours de laquelle elle est chargée de créer et d'animer des séances de sensibilisation sur les questions d'égalité hommes-femmes pour les ministres du gouvernement,.

##### Élections européennes de 2014
Le 10 avril 2014, elle quitte le PS, jugeant que l'absence de débat et la politique libérale du gouvernement vont à l'encontre de ses convictions[source insuffisante].
En avril 2014, Caroline De Haas est tête de liste dans la circonscription Île-de-France pour les listes « Féministes pour une Europe solidaire » aux élections européennes de 2014. La liste obtient 0,29 % des suffrages exprimés.
En janvier 2016, elle lance avec Elliot Lepers et Arnauld Champremier-Trigano la campagne « Primaire de gauche » qui vise à organiser une élection primaire pour désigner un candidat commun de la gauche à l'élection présidentielle de 2017,. Cette élection primaire n'aura lieu qu'un an après, en janvier-février 2017, et le second tour verra Benoît Hamon (PS) battre Manuel Valls (PS).

#### Pétition contre la loi travail
Peu après, le 18 février 2016, elle initie avec des militants syndicaux la pétition « Loi Travail : non, merci ! » contre la réforme du code du travail proposée par la ministre Myriam El Khomri, moment clé du début du mouvement social contre la loi Travail de 2016. Selon les universitaires Franck Bousquet, Nikos Smyrnaios et Emmanuel Marty, les trois principaux initiateurs de l’appel sont Caroline de Haas, Elliot Lepers et Sophie Binet (CGT) et le fait que cette pétition recueille le chiffre record de plus d'un million de signatures en seulement deux semaines (du 18 février au 2 mars) constitue selon eux « une exception notable » susceptible d'« éclairer sur les logiques de la mobilisation électronique » et un un « évènement politique » qui rompt avec les cadrages du « fonctionnement de la politique française ». Au total, elle recueillera 1,35 million de signatures.

#### Élections (2017-2024)

##### 2017
Le 7 septembre 2016, elle devient la directrice de campagne de Cécile Duflot, candidate à la primaire présidentielle écologiste de 2016. Cette dernière est éliminée dès le premier tour du scrutin.
Elle est candidate aux élections législatives de 2017 dans la dix-huitième circonscription de Paris soutenue par le PCF, EELV et Nouvelle Donne,. Le 11 juin 2017, elle est battue dès le premier tour du scrutin des législatives. Obtenant 13,57 % des suffrages exprimés et 7,39 % des inscrits, elle arrive en 4e position sur 26 candidats — Myriam El Khomri sera battue en ballottage au second tour par Pierre-Yves Bournazel.

##### 2022
Le 4 mars 2022, elle appelle à voter pour le candidat de La France insoumise, Jean-Luc Mélenchon, dans le cadre de l'élection présidentielle de 2022.

##### 2024
Lors des élections législatives de 2024, elle s'engage dès l'annonce de la dissolution en faveur de l'union de la gauche pour battre l'extrême droite. Elle coordonne des actions militantes partout en France en soutien au Nouveau Front populaire (NFP), en lien avec d'autres militantes comme Camille Étienne.
Elle fait partie du « premier cercle » qui conseille Lucie Castets, candidate présentée par le NFP pour le poste de Première ministre en juillet 2024.

### Parcours professionnel
« Egaé » redirige ici. Pour l'aéroport dont le code OACI est EGAE, voir Aéroport de Derry.

#### Egaé, Egalis
En juin 2013, Caroline De Haas crée Egaé, d'égal à égale, une agence de conseil en égalité professionnelle,. En 2015, elle fonde le groupe Egalis qui rassemble trois entreprises vouées à l'égalité femmes-hommes (Egaé, d'égal à égale, Équilibres et Autrement Conseil) et dont elle est directrice associée. En 2017, elle raconte avoir pris un coup à l’ego lorsque toutes les salariées de son entreprise se sont retournées contre elle lors d'un séminaire. « J’ai eu un gros problème de management dans ma boîte. J’ai failli exploser en vol », raconte Caroline De Haas. « Elles lui reprochaient des choses très personnelles, sur sa manière d'être et d'agir », se souvient Pauline Chabbert, cofondatrice de Egaé.

##### Actions et critiques
Dans une enquête publiée en janvier 2020 Causeur, puis en juin 2021, Le Point révèlent que Caroline de Haas a contribué à faire adopter le texte qui oblige le secteur public à financer des formations contre le harcèlement sexuel lorsqu'elle officiait au sein du cabinet ministériel de Najat Vallaud-Belkacem. « La militante a ainsi créé le marché de sa future entreprise. À défaut d’être moral, tout est légal », estime notamment Causeur. Selon Le Point, elle affirme avoir saisi la commission de déontologie de la fonction publique qui lui aurait donné quitus « pour faire fructifier ses ressources acquises en cabinet ministériel. »
Le groupe co-anime le projet Les Expertes destiné à améliorer la visibilité des femmes dans l’espace public et les médias,. Les cadres du journal Le Monde sont formés par Caroline De Haas,. Selon Le Figaro, cette formation imposée a suscité l'agacement de plusieurs cadres de la rédaction tandis que plusieurs journalistes ont refusé d'y assister. Selon Marianne, l'intervention de Caroline de Haas pour former les cadres de L'Obs à la prévention des violences sexuelles a également divisé la rédaction. Plusieurs femmes ont alors contesté les principes de cette formation. Chez l'hebdomadaire Télérama, l'« enquête » menée par Egaé aboutit au licenciement d'un journaliste, accusé dans leur rapport de harcèlement sexuel ; cependant, l'intéressé obtient, devant le conseil des prud'hommes de Paris, sa réintégration et la condamnation de l'hebdomadaire pour licenciement abusif.
Fin 2017, elle critique le manque de moyens du plan gouvernemental contre les violences faites aux femmes d'un montant de 420 millions d'euros en 2018.
Pour Eugénie Bastié, l'entreprise de Caroline De Haas est spécialisée dans la formation des entreprises, des syndicats ou encore des collectivités locales en matière d'égalité femmes-hommes et elle estime que « son business repose principalement sur l'argent public, raison pour laquelle elle réclame aujourd'hui une augmentation du budget. » Dans une enquête, le journal L'Opinion raconte que le marché de la formation et du conseil sur les violences sexistes et sexuelles est devenu « une mine d’or » pour Caroline de Haas, qui n'hésiterait pas à inciter des étudiants à réclamer des stages de prévention au sein de leurs écoles. Pour L'Opinion, les grandes écoles de commerce ou d’ingénieurs vivent dans la crainte de ces « coups de pression recommandés par Caroline De Haas ». « On achète le label De Haas pour être tranquille », commente le directeur des ressources humaines d’un grand groupe français de télécommunications qui assure avoir subi des pressions parce qu’il a mis fin au contrat de son entreprise avec Egaé, dont il jugeait la qualité des formations insuffisante, rapporte Le Figaro.
En 2019, elle défend l’instauration d’un brevet de non-violence, sur le modèle de l'attestation scolaire de sécurité routière.
Début 2022, elle vend ses services au Conseil d'État pour la formation de ses cadres à l'égalité hommes-femmes, Conseil d'État qui est par ailleurs l'autorité de tutelle du tribunal administratif chargé de juger Egaé pour « manque d'impartialité » dans plusieurs de ses « enquêtes » ayant mené à des licenciements abusifs de boucs émissaires dans des entreprises ayant fait appel à ses services.

##### Affaire Jérôme Pernoo
En 2021, Caroline De Haas et le cabinet Egaé sont sollicités par Émilie Delorme, directrice du Conservatoire national supérieur de musique et de danse de Paris pour mener une enquête interne au Conservatoire visant Jérôme Pernoo, professeur de violoncelle pour des allégations de harcèlement envers des élèves,.
Les conditions dans lesquelles l'enquête est menée entraînent une polémique avec les parents d'élèves et dans les médias. Jérôme Pernoo obtient gain de cause en première instance devant le tribunal administratif de Paris. Tout en soutenant le cabinet Egaé, le Conservatoire renonce à faire appel et maintient la suspension de son professeur. En décembre 2022, Jérôme Pernoo est finalement placé en garde à vue après des accusations d’agression sexuelle sur mineur.
Le 26 septembre 2023, Jérôme Pernoo est reconnu coupable par le Tribunal de Paris d’agression sexuelle sur mineur. Il est condamné à un an de prison avec sursis, une amende, dix ans d’interdiction d’enseigner et il est depuis fiché sur le registre des délinquants sexuels.

## Controverses, prises de positions et critiques
- En mai 2011, elle s'exprime sur l'affaire Dominique Strauss-Kahn, déclarant que « la manière dont cette saga a été commentée en France par les médias et les figures politiques met en lumière un sexisme débridé, dont nous connaissions l'existence »[60].
- En 2014, elle cofonde un site, Macholand, destiné à permettre aux internautes de dénoncer le machisme ambiant dans les médias ou leur environnement quotidien[61].
- Dans les débats qui suivent les agressions sexuelles du Nouvel An 2016 à Cologne, Caroline De Haas répond : « Allez déverser votre merde raciste ailleurs », à ceux qui lient les agressions à l'arrivée de migrants en Allemagne. Cette position est qualifiée de « déni » par Élisabeth Badinter qui accuse des « têtes d'affiche du féminisme » d'avoir « mis la priorité sur la dénonciation du racisme avant la protection des femmes » ce à quoi De Haas répond que Badinter n'a pas participé aux manifestations de soutien aux femmes de Cologne[3]. En janvier 2018, le ministre Gérald Darmanin est accusé de trafic d'influence en vue d'obtenir une invitation au restaurant et les faveurs sexuelles d'Olga Paterson, call-girl à l'époque, en référence à des faits datant de 2009. L'affaire est d'abord classée sans suite en raison de l'absence de réponse de la plaignante aux convocations des enquêteurs[62], mais Caroline De Haas s'en empare et convainc la jeune femme de re-porter plainte pour viol « par surprise », et charge des amies avocates féministes de défendre l'accusation, pendant qu'elle-même en fait la promotion dans les médias. Une pétition, soutenue par un certain nombre de militantes féministes, circule sur internet exigeant la démission du ministre visé par une enquête préliminaire du parquet de Paris[63]. Le 16 février 2018, l'enquête pour viol visant Darmanin est classée sans suite, l’absence de consentement de la plaignante n'ayant pu être établie par l'enquête[64].
- En février 2018, une enquête de Libération, s’appuyant sur le témoignage d’une quinzaine de victimes, faisait état de harcèlement, d’agressions sexuelles et même de viols subis par des adhérentes du syndicat étudiant l'UNEF à une époque où Caroline De Haas était secrétaire générale[65]. « Il y a dix ans, je n'étais pas une militante contre les violences sexistes et sexuelles. J'étais une femme, une victime de violences, qui n'était pas formée pour détecter les violences dans mon entourage », se défend Caroline De Haas avant de fermer provisoirement son compte Twitter[66].
- En février 2018, elle affirme qu'« un homme sur deux ou trois est un agresseur » sexuel[67],[68]. Elle est très critiquée pour ces propos, notamment par Marlène Schiappa[69], qui lui répond que « mathématiquement, arithmétiquement, ce chiffre-là est faux », considérant qu'il est « inopérant et contre-productif de jeter comme ça en l’air des chiffres »[70], mais aussi par Dominique Besnehard qui, en mars 2018, déclare à la télévision avoir envie de « la gifler ». Elle porte plainte contre lui quelques jours plus tard[71]. Après ses déclarations sur France Info concernant l'accusation d'agression sexuelle portée contre Nicolas Hulot par le magazine Ebdo, il lui est reproché de colporter des rumeurs[72],[73]. Elle avait notamment déclaré : « J’ai eu des amies qui m’ont dit qu’elles avaient entendu des victimes parler de faits de harcèlement. Au moins deux ou trois ». Se disant fatiguée des messages haineux à son encontre, elle ferme ses comptes Twitter et Facebook avant de les rouvrir quelques mois plus tard et de contribuer à la médiatisation de l'affaire dite de la Ligue du LOL[74].
- Le 1er novembre 2019, Caroline De Haas signe une tribune appelant à une « marche contre l'islamophobie », publiée dans Libération, dans laquelle figure parmi les signataires l’imam Abou Anas qui, dix ans auparavant, avait légitimé le viol conjugal. Devant la controverse, Caroline De Haas finit par retirer son nom de cette tribune tout en appelant à participer au cortège. Elle se justifie dans un billet de blog sur Mediapart[75].[pertinence contestée]
- En mai 2021, le travail mené par Caroline de Haas et son cabinet Egae fait l'objet de critiques après la condamnation de Télérama pour le licenciement abusif du journaliste Emmanuel Tellier[76],[77]. En mars 2019, à la suite de signalements visant des cadres, la direction avait en effet enclenché une enquête interne et procédé à des auditions sur recommandations de Caroline De Haas. Selon Marianne, certains salariés du journal se sont plaints d'une instruction « à charge ». « Une personne extérieure à Télérama menacera même de saisir son avocat en se plaignant de multiples appels téléphoniques de la part d'Egae et de la nouvelle direction du journal, la pressant de témoigner contre Emmanuel Tellier »[78].

## Publications
- Dir. avec Séverine Lemière et Claire Serre-Combe, Mais qu'est-ce qu'elles veulent encore ! : manifeste des Féministes en mouvement, Paris, Les Liens qui libèrent, 2012, 107 p. (ISBN 978-2-918597-73-5, BNF 42793797)
- Avec Camille Besse, Osons la politique !, Paris, La ville brûle, coll. « Jamais trop tôt », 2016, 72 p.  (ISBN 9782360120901)
- En finir avec les violences sexistes et sexuelles : manuel d'action, Robert Laffont, 2021, 224 p. (ISBN 2221252985)